# Шибайголова (комікс)
Daredevil (укр. Шибайголова) — американська серія коміксів, що містять героя Шибайголова і опубліковані Marvel Comics, починаючи з оригінальної серії коміксів, «Шибайголова», дебютувала в 1964 році.
У той час як Шибайголова для робітників коміксів, таких як Білл Еверетт, Джек Кірбі, Воллі Вуд, Джон Роміта-старший і Джин Колан, та впливова власність Френка Міллера на початку 1980-х років закріпила характер популярної і впливової частини всесвіту Marvel.